# Villa Schmitz

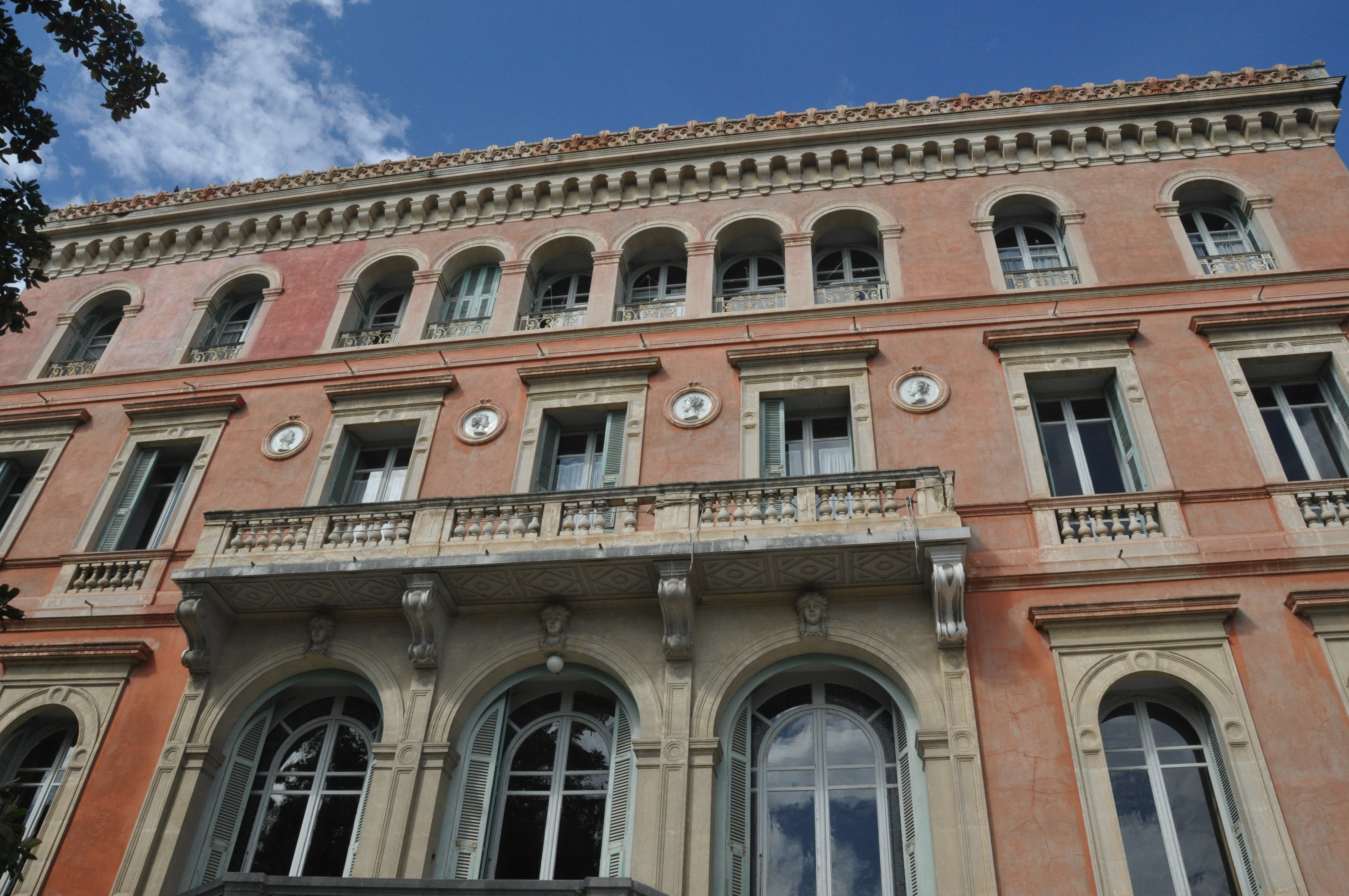
Fachada da Villa Schmitz

A Villa Schmitz é uma mansão histórica em Nice, Alpes-Maritimes, na França . Foi construída de 1884 a 1887 para Victoire Schmitz. Foi projetada pelo arquitecto Vincent Levrot.  Está listada como um monumento nacional oficial desde 1 de outubro de 2010.